# Swift Current
Swift Current ist eine Kleinstadt am Trans-Canada Highway sowie an der Canadian Pacific Railway im südwestlichen Saskatchewan.

## Etymologie
Der Ort Swift Current ist nach dem Bach Swift Current Creek, an dem er liegt, benannt. Der Name Swift Current leitet sich von kisiskâciwan her, was in der Sprache der Cree so viel wie es fließt schnell (englisch it flows swiftly) heißt. Als im 18. Jahrhundert die ersten weißen Siedler die Gegend betraten, übersetzten sie den Namen des Baches zunächst ins Französische als Rivière au Courant, und später ins Englische als Swift Current.

## Geschichte
Der Ort wurde im Jahre 1881 mit dem Bau der Canadian Pacific Railway gegründet. Die ersten Siedler, die im Frühjahr 1883 ankamen, lebten zunächst von Bau der Eisenbahn und deren Nebengebäuden. Weiterhin gab es zehn Schafranches mit insgesamt 20.000 Schafen. Während der Riel Rebellion 1885 war der Ort für kurze Zeit Militärbasis. Nachdem am 4. Februar 1904 der Status als village verliehen wurde, folgten am 15. März 1907 der Status town und schließlich am 15. Januar 1914 der heutige Status city.

## Lyric

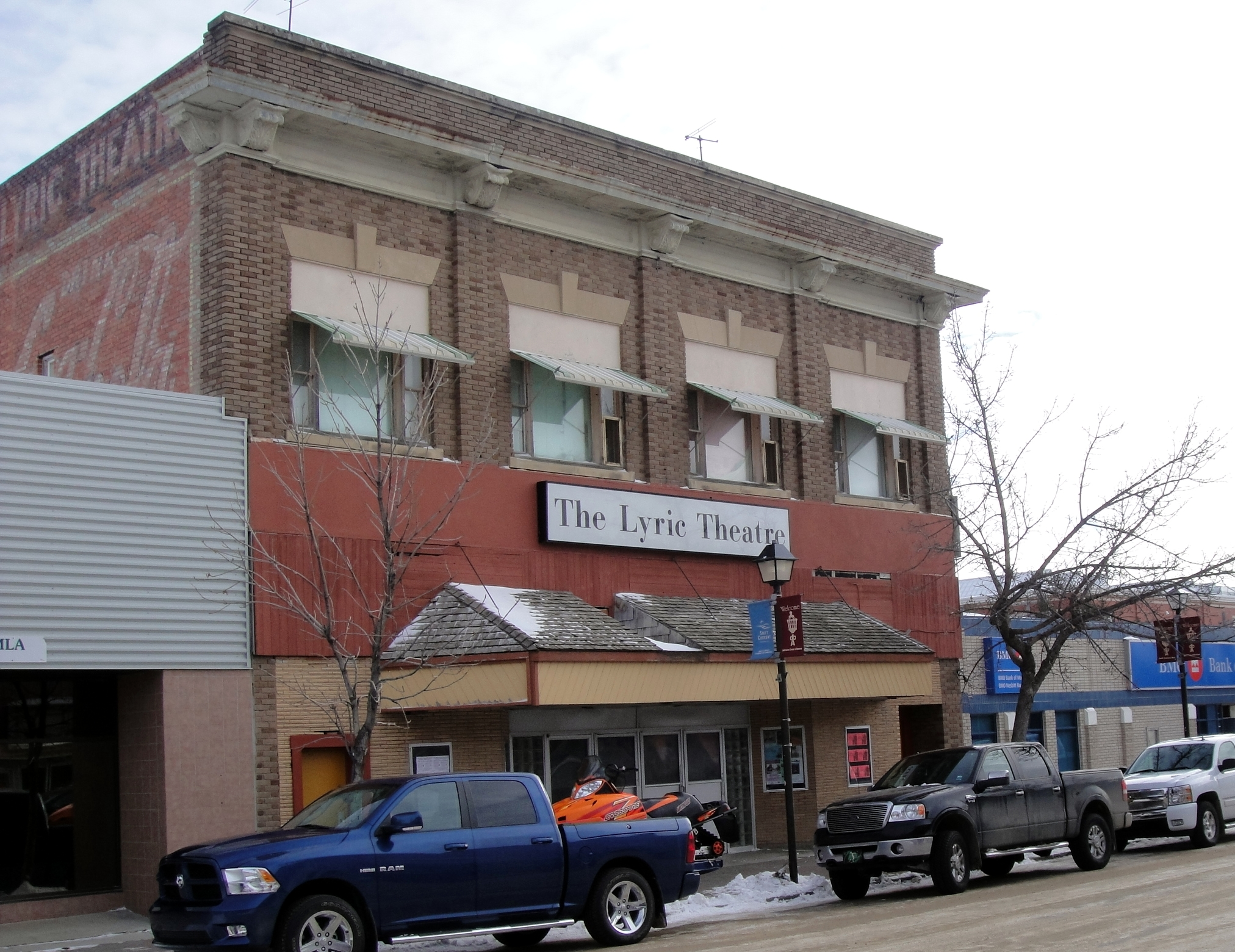
Das Theater im Zentrum von Swift Current

Das Lyric ist das älteste Theater von Saskatchewan. Es wurde in Swift Current im Jahre 1912 für 50.000 $ gebaut. An der Nord- und Südseite des Gebäudes gibt es Werbeplakate aus den 20er Jahren. Zunächst wurde hier Unterhaltung aus dem Bereich des Vaudeville aufgeführt, später wurde das Haus als Kino genutzt. In den 80er Jahren wurden eine Bar und ein Nachtklub eingerichtet. Im Jahr 2005 wurde das Theater von der Non-Profit-Organisation Southwest Cultural Development Group gekauft, um es zu erhalten. Es wird weiterhin für kulturelle Veranstaltungen genutzt, wie z. B. Chautauqua im Juli 2008 oder Offenes-Mikro-Nächte.

## Sport
Aus Swift Current stammt der Eishockeyverein Swift Current Broncos, der in der Western Hockey League spielt. Außerdem gibt es die Swift Current Rampage als Box-Lacrosse-Verein.
Vom 20. bis zum 28. März fand in Swift Current die Curling-Weltmeisterschaft der Damen 2010 statt.

## Persönlichkeiten
- Dorothy Walton (1909–1981), Badmintonspielerin
- Fred Wah (* 1939), Dichter, Schriftsteller und ehemaliger Hochschullehrer
- Lorna Crozier (* 1948), Dichterin, Schriftstellerin und Hochschullehrerin
- Lynda Haverstock (* 1948), Politikerin
- Darcy Regier (* 1957), Eishockeyspieler und General Manager
- Mark Lamb (* 1964), Eishockeyspieler und -trainer
- Brad Wall (* 1965), Politiker und Unternehmer
- Jeff Buchanan (* 1971), Eishockeyspieler
- Darrel Scoville (* 1975), Eishockeyspieler
- Boyd Kane (* 1978), Eishockeyspieler
- Patrick Marleau (* 1979), Eishockeyspieler
- Travis Moen (* 1982), Eishockeyspieler
- Colter Wall (* 1995), Country-Musiker